# ポルシェ・C88
ポルシェ・C88（Porsche_C88）は1994年に発表されたコンセプトカーである。

## 概要
1990年代の中国では、海外の自動車メーカーに中国市場を意識した新型車を開発するよう奨励していた。ポルシェにも中国政府からの要請があり、ポルシェは4ヶ月で4ドアセダンのファミリーカーを開発し、1994年の北京国際モーターショーでC88として発表した。C88にはチャイルドシートが1つだけ取り付けられるようになっており、これは中国の一人っ子政策の影響を受けたもの。また、C88にはポルシェのエンブレムが取り付けられておらず、代わりに丸が3つ繋がったエンブレムが取り付けられている。これは両親と子供を表しており、これも一人っ子政策の影響を受けたデザインとなっている。
車名のCは中国(China)の頭文字で、88は中国語の「拝拝」を数字で表したもの。
パワートレインは1.1L 4気筒エンジンに4速ATを組み合わせ0-100km/hは16秒、最高速度は161km/h。
C88は中国の要請で開発されたが、中国側が一方的に計画を中止。その後、中国の自動車メーカーがC88のデザインを無断で使用したため、C88が量産されることはなかった。

## 参照
1. ↑   https://archive.md/20120802085502/http://www.evo.co.uk/front_website/gallery.php?o=0&id=300127
2. ↑  https://www.independent.co.uk/arts-entertainment/motoring-family-planning-1577828.html
3. ↑  https://cra-log.com/porsche-c88/
4. ↑  https://www.topgear.com/uk/photos/Porsche-secret-stash-2012-10-29?imageNo=9
5. ↑  https://intensive911.com/german-car-brand/porsche/176856/
6. ↑  https://intensive911.com/german-car-brand/porsche/176856/
7. ↑  https://www.autocar.jp/post/709282